# Просянка розлога
Просянка розлога (лат. Milium effusum) — багаторічна трав'яниста рослина, вид роду просянка (Milium) родини тонконогові (Poaceae) або злакові.

## Синоніми[2]
- Agrostis effusa Lam.
- Alopecurus effusus Link ex Kunth nom. inval.
- Decandolia effusa (Lam.) T.Bastard
- Melica effusa (L.) Salisb.
- Miliarium effusum (L.) Moench
- Milium adscendens Roxb. nom. inval.
- Milium confertum L.
- Milium dubium Jacquem. ex Hook.f. nom. inval.
- Milium nepalense Nees nom. inval.
- Milium transsilvanicum Schur
- Milium willdenowii Lojac.
- Paspalum effusum (L.) Raspail

## Ботанічний опис
Трава з повзучими кореневищами та короткими підземними пагонами. Одиничні гладкі стебла, прямі, висотою 0,7-1,5 м.
Лінійні листки шириною до 18 мм, гладкі, по краях шорсткі. Язички довгасті та тупі, довжиною до 8 мм.
Волоті широкі та пухкі, від 15 до 35 см завдовжки, з довгими спадними гілочками, покриті короткими шипиками. Колоски одноквіткові, близько 3 мм завдовжки, зеленого кольору, можуть мати слабо-фіолетовий відтінок. Луски колосків яйцеподібної форми, перетинчасті, опуклі, з трьома жилками, трохи довші від квіткових. Нижні квіткові луски без остюків, блискучі, тверді, після дозрівання стають бурими. Цвітіння триває з кінця весни до середини літа. Плодоносить у липні — серпні.

## Поширення
Росте у вологих хвойних та листяних лісах Північної півкулі.

## Господарське значення та застосування
Іноді культивується як газонна трава або декоративна садова рослина. Може використовуватися для посадок у тінистих садах для створення другого плану у поєднанні з іншими багаторічними рослинами. Віддає перевагу затіненим ділянкам та вологим ґрунтам.
У минулому на Поліссі, в Лісостепу та на північному Степу України просянку сіяли на зерно, з якого виготовляли борошно й крупу. В Ірландії, Шотландії та Скандинавії її культивували доки її не витіснили інші зернові культури.
Хороша кормова трава. Насіння використовують на корм птахам.